# Rally Cataluña de 1990
El Rally Cataluña de 1990, oficialmente 26º Rallye Catalunya-Costa Brava, fue la edición 26.º, la segunda ronda de la temporada 1990 del Campeonato de Europa de Rally y la primera de la temporada 1990 del Campeonato de España de Rally. Se celebró entre el 15 y el 17 de febrero de ese año en las cercanías de Lloret de Mar y contó con veintinueve tramos mixtos (asfalto y tierra) que sumaban un total de 460.42 km cronometrados.
El ganador fue el italiano Dario Cerrato de la Escudería Jolly Club a bordo de un Lancia Delta Integrale 16v. Segundo a casi dos minutos terminó el francés Yves Loubet y tercero Fabrizio Tabaton de la escudería H. F. Grifone completaron el podio compuesto por tres Lancias. En el grupo N el piloto mejor situado fue el español José María Ponce con un BMW 325.

## Itinerario y ganadores
| Día                    | Tramo | Hora  | Nombre                    | Distancia | Ganador          | Tiempo |
| ---------------------- | ----- | ----- | ------------------------- | --------- | ---------------- | ------ |
| 1 15 febrero (Asfalto) | TC1   | 17:23 | Tossa - Sant Grau         | 14.11 km  | Dario Cerrato    | 9:59   |
| 1 15 febrero (Asfalto) | TC2   | 18:30 | Sant Hilari 1             | 15.70 km  | Dario Cerrato    | 10:20  |
| 1 15 febrero (Asfalto) | TC3   | 19:00 | Sant Hilari - Osor        | 13.54 km  | Pep Bassas       | 9:03   |
| 1 15 febrero (Asfalto) | TC4   | 20:06 | Els Angels                | 15.52 km  | Pep Bassas       | 9:52   |
| 1 15 febrero (Asfalto) | TC5   | 20:43 | Santa Pellaia             | 9.88 km   | Dario Cerrato    | 7:09   |
| 1 15 febrero (Asfalto) | TC6   | 21:15 | Terra Negra 1             | 9:04 km   | Patrick Snijers  | 5:58   |
| 2 16 febrero (Asfalto) | TC7   | 09:42 | Sant Hilari 2             | 15.70 km  | Dario Cerrato    | 10:15  |
| 2 16 febrero (Asfalto) | TC8   | 10:21 | Coll de Rabell            | 15.44 km  | Patrick Snijers  | 10:21  |
| 2 16 febrero (Asfalto) | TC9   | 11:12 | Collsaplana 1             | 26.12 km  | Patrick Snijers  | 17:26  |
| 2 16 febrero (Asfalto) | TC10  | 11:54 | Sant Hilari - Osor 2      | 13.54 km  | Patrick Snijers  | 8:58   |
| 2 16 febrero (Asfalto) | TC11  | 14:08 | Coll de Bracons 1         | 20.01 km  | Yves Loubet      | 13:20  |
| 2 16 febrero (Asfalto) | TC12  | 14:49 | La Trona                  | 12.87 km  | Pep Bassas       | 8:52   |
| 2 16 febrero (Asfalto) | TC13  | 15:22 | Alpens - Les Llosses      | 22.17 km  | Yves Loubet      | 14:43  |
| 2 16 febrero (Asfalto) | TC14  | 16:20 | Coll de Santigosa         | 10.77 km  | Dario Cerrato    | 7:04   |
| 2 16 febrero (Asfalto) | TC15  | 17:07 | Coll de Bracons 2         | 20.01 km  | Dario Cerrato    | 13:22  |
| 2 16 febrero (Asfalto) | TC16  | 18:27 | Collsaplana 2             | 26.30 km  | Dario Cerrato    | 17:34  |
| 2 16 febrero (Asfalto) | TC17  | 19:54 | Terra Negra 2             | 9.04 km   | Dario Cerrato    | 6:01   |
| 3 17 febrero (Tierra)  | TC 18 | 09:23 | Lloret de Mar 1           | 14.98 km  | Robert Droogmans | 14:01  |
| 3 17 febrero (Tierra)  | TC19  | 09:56 | Creu de Lloret 1          | 11.44 km  | Dario Cerrato    | 8:20   |
| 3 17 febrero (Tierra)  | TC20  | 10:34 | El Subirà 1               | 22.44 km  | Dario Cerrato    | 20:32  |
| 3 17 febrero (Tierra)  | TC21  | 11:19 | Vallclara - Bancells 1    | 21.41 km  | Dario Cerrato    | 19:37  |
| 3 17 febrero (Tierra)  | TC22  | 12:57 | Sant Feliu de Buixalleu 1 | 13.33 km  | Dario Cerrato    | 11:40  |
| 3 17 febrero (Tierra)  | TC23  | 13:30 | Santa Coloma 1            | 11.59 km  | Dario Cerrato    | 10:57  |
| 3 17 febrero (Tierra)  | TC24  | 14:53 | El Subirà 2               | 22.44 km  | Dario Cerrato    | 20:33  |
| 3 17 febrero (Tierra)  | TC25  | 15:35 | Vallclara - Bancells 2    | 21.41 km  | Dario Cerrato    | 19:34  |
| 3 17 febrero (Tierra)  | TC26  | 17:13 | Sant Feliu de Buixalleu 2 | 13.33 km  | Dario Cerrato    | 11:38  |
| 3 17 febrero (Tierra)  | TC27  | 17:46 | Santa Coloma 2            | 11.59 km  | Dario Cerrato    | 10:47  |
| 3 17 febrero (Tierra)  | TC28  | 18:31 | Lloret de Mar 2           | 14.98 km  | Dario Cerrato    | 14:12  |
| 3 17 febrero (Tierra)  | TC29  | 19:04 | Creu de Lloret 2          | 11.44 km  | Dario Cerrato    | 8:33   |

## Clasificación final
| Pos.                 | Piloto           | Copiloto           | Automóvil                  | Tiempo  | Diferencia |
| General              | General          | General            | General                    | General | General    |
| -------------------- | ---------------- | ------------------ | -------------------------- | ------- | ---------- |
| 1.                   | Dario Cerrato    | Giuseppe Cerri     | Lancia Delta Integrale 16V | 5:55.47 | -          |
| 2.                   | Yves Loubet      | Jean-Paul Chiaroni | Lancia Delta Integrale 16V | 5:57.38 | +1.51      |
| 3.                   | Fabrizio Tabaton | Luciano Tedeschini | Lancia Delta Integrale 16V | 6:02.57 | +7.10      |
| 4.                   | Robert Droogmans | Ronny Joosten      | Lancia Delta Integrale 16V | 6:06.06 | +10.19     |
| 5.                   | Mía Bardolet     | Josep María Ferrer | Ford Sierra RS Cosworth    | 6:09.55 | +14.08     |
| 6.                   | Enric Xargay     | Jaume Ferrer       | Renault 5 GT Turbo         | 6:29.54 | +34.07     |
| 7.                   | Josep Alsina     | Joaquim Alsina     | Renault 5 GT Turbo         | 6:31.07 | +35.20     |
| 8.                   | John Bosch       | Kevin Gormley      | BMW M3                     | 6:33.05 | +37.18     |
| 9.                   | José María Ponce | Gaspar León        | BMW 325iX                  | 6:37.22 | +41.35     |
| 10.                  | José Piñón       | Oriol Viñals       | Opel Corsa GSI             | 6:39.58 | +44.11     |
| Campeonato de España |                  |                    |                            |         |            |
| 1. (5.)              | Mía Bardolet     | Josep María Ferrer | Ford Sierra RS Cosworth    | 6:09.55 | 0.0        |
| 2. (6.)              | Enric Xargay     | Jaume Ferrer       | Renault 5 GT Turbo         | 6:29.54 | +19:59     |
| 3. (7.)              | Josep Alsina     | Joaquim Alsina     | Renault 5 GT Turbo         | 6:31.07 | +21:12     |
| 4. (9.)              | José María Ponce | Gaspar León        | BMW 325iX                  | 6:37.22 | +27:27     |
| 5. (10.)             | José Piñón       | Oriol Viñals       | Opel Corsa GSI             | 6:39.58 | +30:03     |
| 6. (11.)             | Eduard Lázaro    | Robert Tarrenchs   | Renault 5 GT Turbo         | 6:47:05 | +37:10     |
| 7. (12.)             | Luis Climent     | José Antonio Muñoz | Opel Corsa GSI             | 6:47:54 | +37:59     |

| Predecesor: Artic Rally 1990 | ERC 1990 | Sucesor: Boucles de Spa 1990 |